# Vladimír Bednár
Vladimír Bednár (* 20. listopadu 1952) je bývalý slovenský fotbalista, obránce.

## Fotbalová kariéra
V československé lize hrál za Duklu Banská Bystrica. Dal 2 ligové góly. Ve druhé nejvyšší soutěži hrál za TTS Trenčín, Vagónku Poprad a ZVL Považská Bystrica.

## Ligová bilance
| Ročník                                      | Zápasy | Góly | Minuty | Klub                  |
| ------------------------------------------- | ------ | ---- | ------ | --------------------- |
| 1. československá fotbalová liga 1977/78    | -      | 0    | -      | Dukla Banská Bystrica |
| 1. československá fotbalová liga 1978/79    | 25     | 2    | -      | Dukla Banská Bystrica |
| 1. československá fotbalová liga 1979/80    | 21     | 0    | -      | Dukla Banská Bystrica |
| 1. československá fotbalová liga 1980/81    | 15     | 0    | -      | Dukla Banská Bystrica |
| 1. slovenská národní fotbalová liga 1982/83 | 10     | 0    | -      | TTS Trenčín           |
| 1. slovenská národní fotbalová liga 1983/84 | 19     | 0    | -      | Vagónka Poprad        |
| 1. slovenská národní fotbalová liga 1984/85 | 10     | 0    | -      | ZVL Považská Bystrica |
| CELKEM                                      | -      | 2    | -      |                       |